# Alpay Özalan
Fehmi Alpay Özalan, född 29 maj 1973 i İzmir, Turkiet, är en turkisk före detta fotbollsspelare.